# Wity
Wity – wieś sołecka w Polsce położona w województwie mazowieckim, w powiecie mińskim, w gminie Kałuszyn.
W latach 1975–1998 miejscowość administracyjnie należała do województwa siedleckiego.
Od nazwy wsi swoje nazwisko wywodzi ród Witowskich.
Wierni Kościoła rzymskokatolickiego należą do parafii Wniebowzięcia Najświętszej Maryi Panny w Kałuszynie.